# محوطه قاسم‌آباد ۳
محوطه قاسم‌آباد ۳ مربوط به دوره اشکانیان است و در شهرستان گیلانغرب، بخش مرکز ی، دهستان گورسفید، ۱/۱ کیلومتری شمال شرق روستای قاسم‌آباد واقع شده و این اثر در تاریخ ۲۶ اسفند ۱۳۸۷ با شمارهٔ ثبت ۲۵۶۰۱ به‌عنوان یکی از آثار ملی ایران به ثبت رسیده است.